# Echenais virgo
Echenais virgo är en fjärilsart som beskrevs av Hans Ferdinand Emil Julius Stichel 1914. Echenais virgo ingår i släktet Echenais och familjen Riodinidae. Inga underarter finns listade i Catalogue of Life.